# Isoetes parvula
Isoetes parvula là một loài dương xỉ trong họ Isoetaceae. Loài này được Hickey mô tả khoa học đầu tiên năm 1994.